# キシラン
キシラン (xylan) とは、分子式 (C5H8O4)n の炭水化物（多糖類）である。β1－4結合したキシロースの主鎖に対し、様々な側鎖が結合したヘテロ糖であり、天然にはアラビノキシランまたはグルクロノキシランとして存在する。植物細胞の細胞壁に存在するヘミセルロースの主成分である。CAS登録番号は [9014-63-5]。

## 生分解
微生物の生産するエンドキシラナーゼの作用によって、主鎖がランダムに切断される。生じた末端からキシロシダーゼがキシロースを遊離させる。側鎖は、アセチルエステラーゼ、アラビノフラノシダーゼ、グルクロニダーゼなどの酵素により切り落とされる。

## 産業的利用
シラカバなどから取れるキシランは、キシロースに分解され、還元されてキシリトールに変換され、食品添加物として使われる。